# Todos lo saben
Todos lo saben es una película dramática de 2018 dirigida y escrita por Asghar Farhadi y coproducida entre España, Francia e Italia. La cinta está protagonizada por Penélope Cruz, Javier Bardem y Ricardo Darín. Su rodaje comenzó el 21 de agosto de 2017 en España y finalizó en diciembre del mismo año. 

## Argumento
Laura viaja con su familia desde Buenos Aires a su pueblo natal en España para asistir a una boda, pero durante la celebración, su hija desaparece y recibe un aviso de secuestro.

## Reparto
- Penélope Cruz como Laura
- Javier Bardem como Paco
- Ricardo Darín como Alejandro, el marido de Laura
- Bárbara Lennie como Bea, la esposa de Paco
- Inma Cuesta como Ana, la hermana menor de Laura
- Elvira Mínguez como Mariana, la hermana mayor de Laura
- Eduard Fernández como Fernando, el marido de Mariana
- Ramón Barea como Antonio, el padre de Laura
- Sara Sálamo como Rocío, la hija de Mariana y Fernando
- Carla Campra como Irene, la hija de Laura y Alejandro
- Roger Casamajor como Joan, el novio de Ana
- José Ángel Egido como Jorge, un policía retirado
- Sergio Castellanos como Felipe, sobrino de Paco que se hace amigo de Irene
- Jaime Lorente como Luis, un joven peluquero del pueblo
- Paco Pastor Gómez como Gabriel, el marido de Rocío

## Producción y rodaje
El rodaje se llevó a cabo en la localidades madrileñas de Torrelaguna. y Villa Del Prado.

## Estreno
La película se estrenó el 14 de septiembre de 2018.

## Premios y nominaciones
63.ª edición de los Premios Sant Jordi
| Categoría                         | Receptor       | Resultado |
| --------------------------------- | -------------- | --------- |
| Mejor actriz en película española | Bárbara Lennie | Ganadora  |

XXXIII edición de los Premios Goya
| Categoría              | Nominados                                                  | Resultado |
| ---------------------- | ---------------------------------------------------------- | --------- |
| Mejor película         | Mejor película                                             | Nominado  |
| Mejor dirección        | Asghar Farhadi                                             | Nominado  |
| Mejor actor            | Javier Bardem                                              | Nominado  |
| Mejor actriz           | Penélope Cruz                                              | Nominado  |
| Mejor actor de reparto | Eduard Fernández                                           | Nominado  |
| Mejor guion original   | Asghar Farhadi                                             | Nominado  |
| Mejor montaje          | Hayedeh Safiyari                                           | Nominado  |
| Mejor canción original | «Una de esas noches sin final», compuesta por Javier Limón | Nominado  |

VI edición de los Premios Feroz
| Categoría                | Nominado                 | Resultado |
| ------------------------ | ------------------------ | --------- |
| Mejor película dramática | Mejor película dramática | Nominado  |
| Mejor actor              | Javier Bardem            | Nominado  |
| Mejor actriz             | Penélope Cruz            | Nominado  |
| Mejor actor de reparto   | Eduard Fernández         | Nominado  |
| Mejor actriz de reparto  | Bárbara Lennie           | Nominado  |
| Mejor tráiler            | Asghar Farhadi           | Nominado  |

74.ª edición de las Medallas del Círculo de Escritores Cinematográficos
| Categoría               | Nominados        | Resultado |
| ----------------------- | ---------------- | --------- |
| Mejor película          | Mejor película   | Nominada  |
| Mejor director          | Asghar Farhadi   | Nominado  |
| Mejor actor             | Javier Bardem    | Nominado  |
| Mejor actriz            | Penélope Cruz    | Nominada  |
| Mejor actor secundario  | Eduard Fernández | Nominado  |
| Mejor actriz secundaria | Bárbara Lennie   | Nominada  |
| Mejor guion original    | Asghar Farhadi   | Nominado  |
| Mejor montaje           | Hayedeh Safiyari | Nominado  |

Premios Platino
| Categoría                      | Nominados     | Resultado |
| ------------------------------ | ------------- | --------- |
| Mejor Interpretación Femenina  | Penélope Cruz | Nominada  |
| Mejor Interpretación Masculina | Javier Bardem | Nominado  |